# Ibo Bonilla

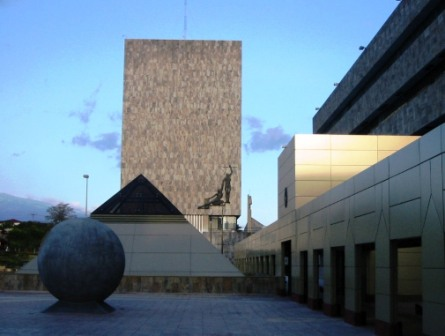
Conjunto escultórico "Tradición, Estabilidad y Justicia" como parte integral de la Plaza de la Justicia. La escultura más grande del mundo con el tema de Sólidos Platónicos

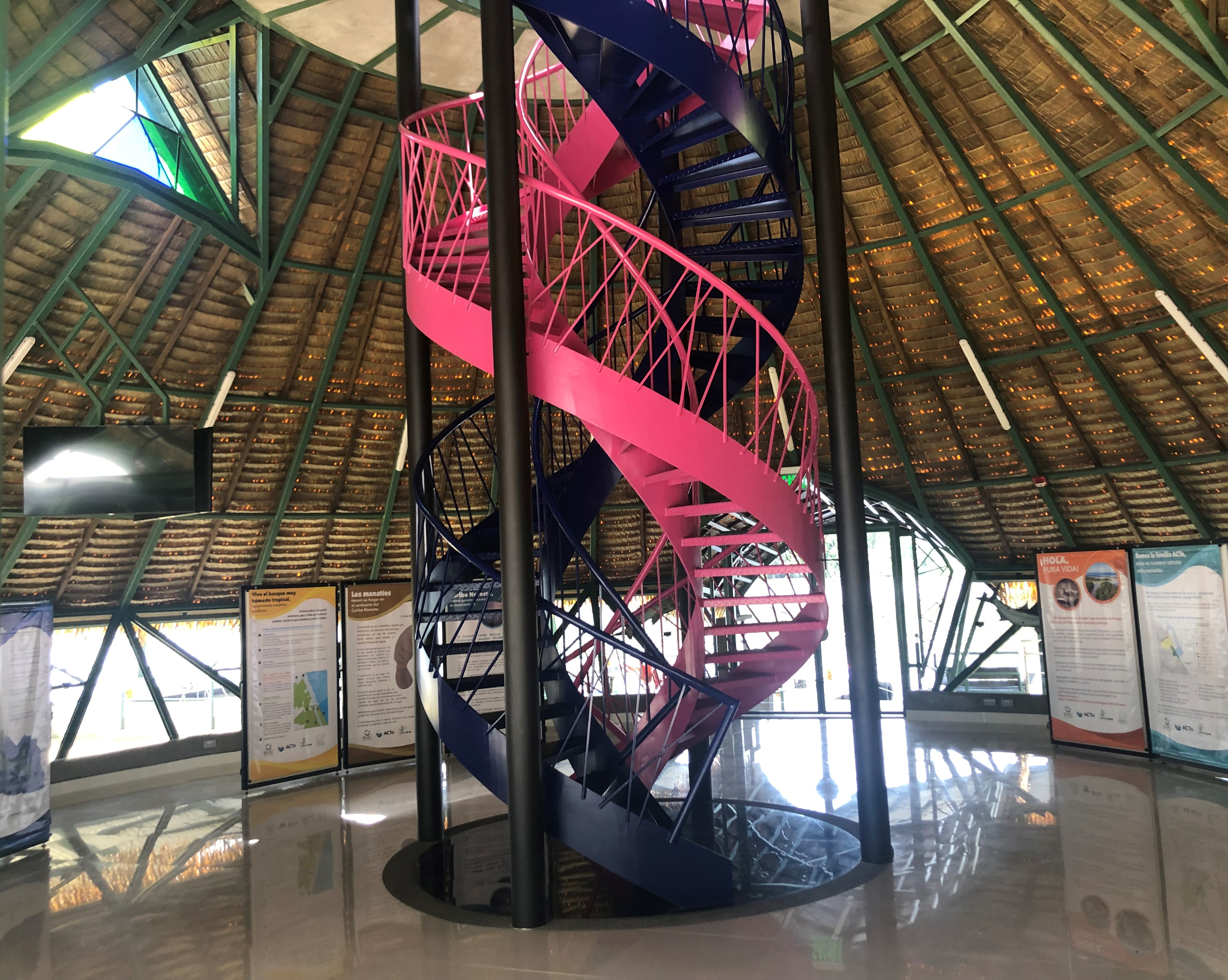
Escalera doble helicoidal en el Centro de Visitantes del Parque nacional Tortuguero diseñada con Geometría Sagrada

Ibo Bonilla Oconitrillo (Cantón de Sarchí, 
Provincia de Alajuela, Costa Rica, 23 de enero de 1951) es un arquitecto, escultor y pintor originario de Costa Rica. Tiene nacionalidad costarricense y española.
Es conocido sobre todo por la creación de edificios bioclimáticos, infraestructura en áreas silvestres protegidas y sus esculturas. 

## Biografía
Ibo Bonilla nació en Sarchí, un pueblo de Alajuela. Se ha graduado en diversas profesiones como: arquitecto, escultor, pedagogo, profesor de matemáticas, gestión y evaluación de la calidad y administración de negocios.[cita requerida] Estudió en la Universidad de Costa Rica, Universidad Politécnica de Valencia y en la Escuela Europea de Negocios en España.[cita requerida]
Es conferencista y consultor internacional en arquitectura responsable con el ambiente, construcción verde y sostenibilidad..[cita requerida]
Es el primer arquitecto graduado en Costa Rica, en el año 1977 (antes lo hacían en el extranjero)[cita requerida] y el primer americano incorporado como arquitecto en España en el contexto de la Unión Europea.[cita requerida]
Reconocido en el año 2023 como uno de "los diez costarricenses más famosos del mundo" y uno de los tres artistas de esa clasificación y en el año 2020 como "el arquitecto más influyente de Costa Rica" 

## Trayectoria

### Arquitectura
Está considerado como uno de los arquitectos más destacados de su país, .[cita requerida]y ha participado en proyectos por más de 5 millones de metros cuadrados desarrollados en América y Europa.

La Cámara Costarricense de la Construcción le otorgó el Premio Construcción Sostenible 2018 en la categoría de trayectoria profesional, siendo el tercer arquitecto galardonado por su largo e intenso desempeño en la promoción de la construcción sostenible, mediante miles de obras, cientos de investigaciones, publicaciones y conferencias en decenas de países, así como su contribución a generar una certificación para obras sostenibles en el trópico.
Sus obras están entre los siguientes sectores:
Universidad Latinoamericana de Ciencia y Tecnología, Laboratorios Roche, Banco Cathay, Estación de Bomberos de Belén, Empresas Ocony, Centro de Radioterapia Irazú, Hospital Iberoamericano, Clínica Geriátrica Iberoamericana, Condominio Mar y Sol, 352 clínicas de Estética Figurama, varias Clínicas y Dispensarios para Instituto Nacional de Seguros, etc.[cita requerida]

### Arte y escultura

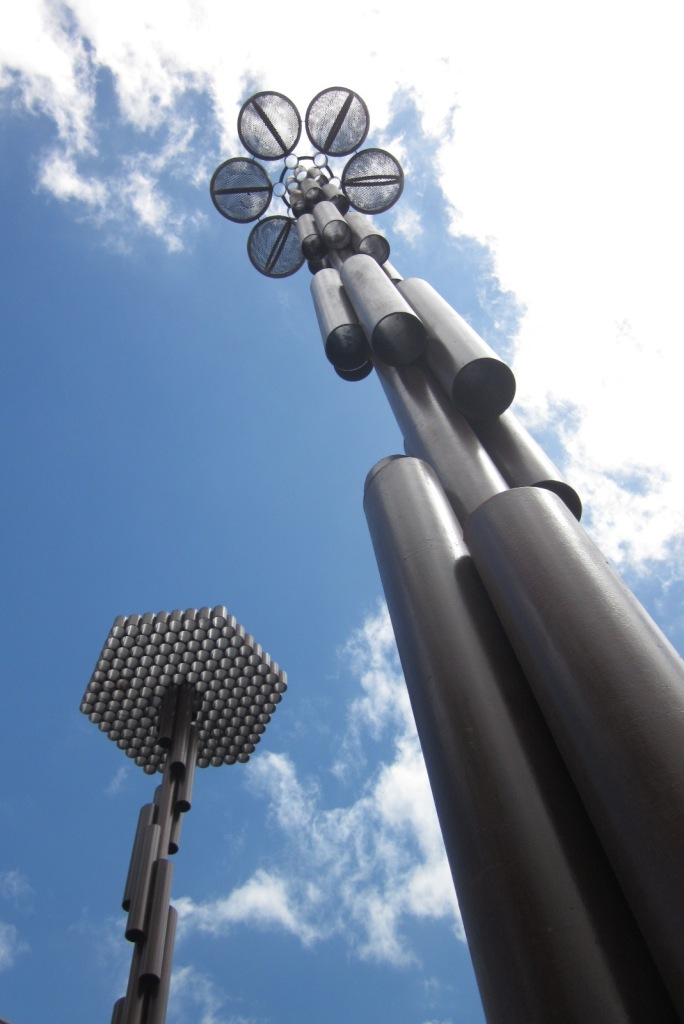
La escultura más alta del mundo basada en la Flor de la Vida y la Geometría sagrada, llamada "Espiral del Éxito" con 18m es la escultura más alta de Costa Rica

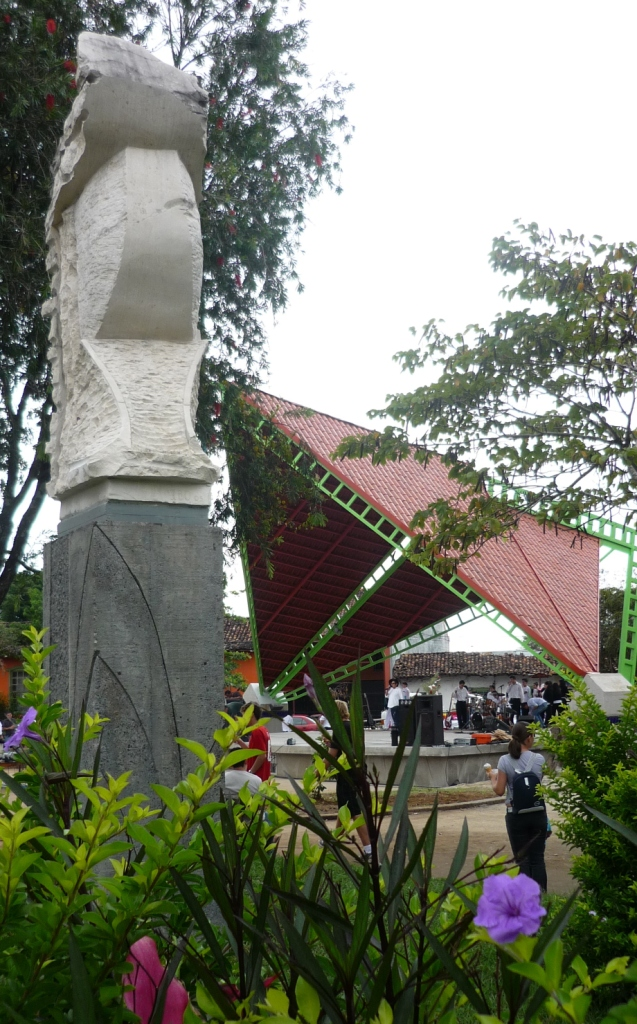
Parque central de Barva, vista del Templo de la cultura y escultura "Cercanías"

Su obra escultórica se encuentra en parques públicos, museos, galerías, instituciones públicas, condominios y colecciones privadas en diferentes partes del mundo. Sus temas característicos son la biodiversidad tropical, los sentimientos, la percepción cercana y la mujer.
Sus esculturas las realiza con diferentes técnicas y materiales: talla de madera, piedra y metal; modelado en arcilla, moldeado en yeso y posterior vaciado en diferentes materiales; experimentos con diferentes productos como vidrio, cuarzo, lava, resinas, cerámica, ferrocemento, etc.
Se ha especializado en formato mediano (de 70 a 200 centímetros de altura) para interiores y formato grande con esculturas monumentales y muros escultóricos.
Ha participado en variadas exposiciones colectivas e individuales, así como en múltiples talleres y seminarios de pintura y escultura en Costa Rica, España y México.
Entre sus obras más conocidas se encuentran:
- "El Obelisco Fi", que es una estatuilla fundida en bronce y que representa el Premio Nacional de Arquitectura, otorgado cada dos años por el Colegio de Arquitectos de Costa Rica,
- "Arte por la vida", 22 esculturas elaboradas cada una con lava de diferentes volcanes junto a bloques de cuarzo, mostrado los dos extremos de la cristalización: la milenaria gota a gota y la explosiva e instantánea de la lava al contacto con el aire. Tema: flora tropical, medidas: de 70cm a 160cm. Expuestas en la Asamblea Legislativa de Costa Rica y vendidas a beneficio de la atención de portadores VIH-Sida en el Hogar de la Esperanza. Vende las obras para este propósito.
- "Cercanías", una escultura de 3,80 metros de altura que se encuentra en el Parque Escultórico de Barva junto a obras de reconocidos escultores de varios países,
- "Naturaleza asediada", escultura en lava, articulada en dos piezas expuesta en los museos de la Plaza de la Cultura en San José,
- "Amar" y Brío", dos esculturas en diorita, con 2 metros de altura, ubicadas en la entrada a Puebla Real en Heredia.
- "Espiral del éxito", conjunto de tres esculturas en acero. Ubicado en Terra Campus, Tres Ríos. Con sus 18 metros es la más alta de Costa Rica.[5]
- "Aleros y horizontes", conjunto de 3 obras en madera de guanacaste, de artesones reciclados para EXPO ARTQUIS celebrando en el 2011 el 40 aniversario de la Escuela de Arquitectura de la Universidad de Costa Rica.
- "Flor ancestral" hecha en el Simposio Internacional de Escultura Heredia 2013, organizado por la Universidad Nacional y la Municipalidad de Heredia. Mármol de Nicoya, 2m de altura. Ubicada frente a las oficinas centrales de la Empresa de Servicios Públicos de Heredia.[6]

### Diseño gráfico
Fue profesor de Diseño Gráfico y Teoría de la Comunicación en el Colegio de las Ciencias y las Artes de la Universidad Autónoma de Centroamérica. Tiene una larga trayectoria desarrollada en Costa Rica y España en producción de afiches, logotipos, rotulación comercial, material didáctico, diseño de páginas web, libros de marca y cultura de empresa.
En el año 2016, por iniciativa de Trapped in Suburbia, expertos en comunicación global radicados en Holanda y Alemania, con el apoyo de UNESCO, fueron diseñadas una bandera de la paz por cada país, encargando su diseño a destacados artistas y diseñadores gráficos de cada país. La idea nació dada la dificultad de consenso sobre una bandera única, ya que los símbolos, los conceptos de paz e incluso los colores tienen diferentes significados en diferentes culturas. Por otra parte, la globalización ha hecho ver la importancia de respetar lo local dentro de un contexto global. Para  el diseño de la bandera para  Costa Rica fue elegido Ibo Bonilla.

### Docencia
Graduado en pedagogía por la Universidad de Costa Rica, desde 1972 se ha desempeñado como profesor en la Universidad Autónoma de Centroamérica, Universidad de Costa Rica, Universidad de las Ciencias y las Artes, Colegio Mons. Odio, Colegio San Agustín, Universidad Interamericana, Universidad Latina, en distintas materias y carreras:
- Matemáticas en varias carreras y niveles,
- Semiótica en la Arquitectura,
- Teoría de Campo en Arquitectura,
- Diseño Arquitectónico,
- Teoría de la Comunicación para la carrera Diseño Publicitario,

Además es tutor, lector y asesor de tesis de grado en varias carreras.
Es reconocido en el ámbito académico por su esfuerzo en formar profesionales comprometidos con la solidaridad y responsabilidad social y ambiental..[cita requerida]